# صوت بيروت
صوت بيروت انترناشيونال هي منصة لبنانية تركز برامجها بالأخص على الفنون والموسيقى اللبنانية وبالعموم على الطربية العربية. من أهدافها جعل الجيل الجديد من اللبنانيين المغتربين أكثر اتصالا بوطنه عبر اذاعة تبث على مدار الساعة كل جديد من لبنان والعالم العربي من احدث الاغاني واخر الأخبار ليشعر بأنه معني بكل الأحداث.

## تاريخها
بدأت العمل عام 2005. وكان لها انتشارها الواسع خلال عدوان تموز على لبنان من قبل الإسرائيليين فكانت صوت بيروت انترناشونال هي الصوت المسموع والناقل الحصري لأخبار لبنان على مدار الساعة إلى الولايات المتحدة الأمريكية وكندا خصوصا بعد التضييق على الاعلام العربي ومنعه من الوصول لتلك الدول بهدف اخفاء حقائق المجازر التي ارتكبتها إسرائيل. فكانت صوت بيروت تنقل الأخبار من لبنان دون توقف حتى أصبحت الإذاعة الأكثر استماعا في الشرق الأوسط وكونت لها قاعدة شعبية كبيرة في الولايات المتحدة الأمريكية وأوروبا. كما ساهم راديو صوت بيروت انترناشونال في أكبر حملة جمع تبرعات لاعادة اعمار لبنان.

## أهدافها
- اخذت منصة صوت بيروت انترناشونال، ومنذ انطلاقتها، على عاتقها مهمة ايصال صورة لبنان الحضارية إلى العالم اجمع. فأي حضارة احق من الحضارة التي نشرت الحرف واطلقت السفن لتمخر عباب اليم وتلون حياة الناس باللون الارجواني.
- كما عملت الإذاعة على تعريف الاجيال اللبنانية الجديدة في المهجر على بلدهم الام من خلال البرامج التراثية التي نقلت إلى مسامعهم أهم العادات والتقاليد اللبنانية العريقة بالإضافة إلى البرامج الهادفة التي ارادت الإذاعة من خلالها ان ترسم لوحات فولكلورية فنية تصور القرية والمدينة اللبنانية بأجمل صورة.
- كذلك حرصت راديو صوت بيروت انترناشونال على ابراز اهمية لبنان ودوره بالنسبة لابنائه المهاجرين والمقيمين في الخارج عبر مطالعة مستمعيها بكل ما هو جديد من شؤون وشجون لبنانية داخلية كما لو انهم يعيشون في لبنان لا بل سعت الإذاعة إلى تنمية وزيادة الشعور بالحنين إلى الوطن الام عبر برامج البث المباشر عبر الإنترنت التي امنت للمغتربين التواصل مع اهلهم في لبنان.

وقد قامت الإذاعة لهذا الغرض بتوفير بثها بتكنولوجيا متوافقة مع مستوى سرعة الإنترنت في لبنان لتكفل لمستمعيها في لبنان فرصة متساوية في الاستماع والتواصل مع مستمعيها في الخارج.
كما تعمل راديو صوت بيروت انترناشونال على اعداد برنامج خاص للاحتفال باختيار منظمة اليونسكو لبيروت «عاصمة عالمية للكتاب لعام 2009» من خلال إجراء لقاءات مع مسؤولين لبنانيين من اصحاب الشأن.

## انجازاتها
قامت بحملة تبرعات ناجحة لمسلعدة لبنان في إعادة تعمير ما هدمته إسرائيل في حرب تموز.
توج موقع كوم اف ام العالمي راديو صوت بيروت انترناشونال وبحسب زواره المنتشرين حول العالم الإذاعة الشرق اوسطية الأكثر استماعا عبر شبكة الإنترنت على مستوى العالم وذلك لمدة شهرين متواصلين (يوليو وأغسطس 2006) متخطية بذلك نسبة الاستماع لدى أهم الاذاعات الشرق اوسطية الناطقة باللغة العربية وبغيرها من لغات المنطقة.

## برامجها
تغطي البوابة الإلكترونية التابعة لراديو صوت بيروت انترناشونال كافة المستجدات الأمنية على صعيد لبنان والعالم وتقدم الخبر في الوقت المناسب لقرائها ومستمعيها بشكل موضوعي محترف ومحايد. كما تقدم البوابة لمتصفحيها العديد من الخدمات المفيدة، كالأخبار الترفيهية المسلية والالعاب التثقيفية كما تهتم البوابة الإلكترونية التابعة لراديو صوت بيروت انترناشونال بشؤون الصحة والجمال وتقدم لروادها مجموعة من النصائح المفيدة التي تساهم في رفع مستوى الوعي والثقافة بين الناس.
في عام 2020 وبعد اندلاع ثورة 17 تشرين في لبنان، دخل صوت بيروت انترناشونال مرحلة جديدة من التغطية الإخبارية المباشرة بالصوت والصورة على صفحة فيسبوك الخاصة بالإذاعة وبالتعاون مع صفحة بيروت سيتي؛ من خلال شبكة واسعة من المراسلين المحترفين المنتشرين على كافة الأراضي اللبنانية. ختاما، لا بد من الإشارة إلى ان فريق عمل صوت بيروت انترناشونال العالي الكفاءة منتشر في استديوهات ومكاتب الإذاعة شتى أنحاء العالم ويجهد لنشر حضارة لبنان ورفع رأسه عاليا، كيف لا وهو مؤلف من أبناء لبنان المثقفين المقيمين في لبنان والخارج.
تقدم صوت بيروت إنترناشونال العديد من البرامج السياسية والحوارية والتي يتم بثها عبر منصات التواصل الإجتماعي ويوتيوب وخصوصاً صفحة Beirut City على فيسبوك، ومن هذه البرامج صوت الناس والذي يقدمه الإعلامي ماريو عبود، وسؤال محرج الذي يقدمه الإعلامي طوني خليفة، والمواجهة الذي يقدمه رودولف هلال، وبدنا الحقيقة الذي يقدمه الإعلامي وليد عبود، وبرنامج Let's Talk مع ديانا الذي تقدمه الإعلامي ديانا فاخوري، وبرنامج مع السلامة الذي تقدمه الإعلامي كارين سلامة، وبرنامج علاج سياسي الذي يقدمه الدكتور هادي مراد، وبرنامج HISHOW والذي يقدمه الإعلامي هشام حداد، وبرنامج بقلب الأحياء أحياء الذي تقدمه الإعلامي سابين يوسف.
وتعمل منصة صوت بيروت إنترناشونال لإنتاج العديد من البرامج الجديدة.

## التكنولوجيا
وهي الإذاعة اللبنانية الأولى التي تبث برامجها عبر شبكة الإنترنت فقط. فهي بذلك تعد جزءا من ثورة الاعلام المستفبلي، وصرحا من صروح الاعلام اللبناني. استخدمت الإذاعة تكنولوجيا متقدمة بحيث تتيح بث عالي الجودة حتى للمستمعين الذين يتصفحون الإنترنت عبر تقنيات بطيئة.